# Matevž Govekar
Matevž Govekar (Lubiana, 17 aprile 2000) è un ciclista su strada, pistard e mountain biker sloveno che corre per il team Bahrain Victorious; è professionista dal 2022.

## Palmarès

### Strada
- 2022 (Tirol KTM Cycling Team, una vittoria; Bahrain Victorious, una vittoria)

Prologo Istrian Spring Trophy (Orsera)
4ª tappa Vuelta a Burgos (Torresandino > Clunia)
- 2024 (Bahrain Victorious, tre vittorie)

3ª tappa Tour of Antalya (Demre > Antalya)
6ª tappa Tour of Britain (Lowestoft > Felixstowe)
6ª tappa Tour of Guangxi (Nanning > Nanning)

#### Altri successi
- 2021 (Tirol KTM Cycling Team)

Classifica scalatori In the footsteps of the Romans
- 2025 (Bahrain Victorious)

Al Salam Championship

### Pista
- 2021

Campionati sloveni, Corsa a eliminazione
Campionati sloveni, Corsa a punti

### Cross
- 2016-2017

Campionati sloveni, Junior

### Gravel
- 2024

UCI Gravel World Series ME | Sea Otter Europe Girona

## Piazzamenti

### Grandi giri
- Giro d'Italia

2025: 142º
- Vuelta a España

2023: 133º

### Classiche monumento
- Milano-Sanremo

2024: 145º
- Giro delle Fiandre

2024: ritirato

### Competizioni mondiali
- Campionati del mondo su strada

Fiandre 2021 - In linea Under-23: 64º
Wollongong 2022 - In linea Under-23: 9º
Glasgow 2023 - In linea Elite: 33°
Zurigo 2024 - In linea Elite: ritirato
- Campionati del mondo gravel

Veneto 2023 - Elite: 15º
Brabante 2024 - Elite: 13º
- Campionati del mondo di mountain bike

Lenzerheide 2018 - Staffetta a squadre: 17º
Lenzerheide 2018 - Cross country Junior: ritirato
Leogang 2020 - Staffetta a squadre: 11º
Leogang 2020 - Cross country Under-23: 46º

### Competizioni europee
- Campionati europei su strada

Plouay 2020 - In linea Under-23: 94º
Trento 2021 - In linea Under-23: ritirato
Anadia 2022 - Cronometro Under-23: 19º
Anadia 2022 - In linea Under-23: 5º
Drenthe 2023 - In linea Elite: non partito
- Campionati europei di mountain bike

Darfo Boario Terme 2017 - Cross country Junior: ritirato
Graz-Stattegg 2018 - Cross country Junior: 84º
Brno 2019 - Staffetta a squadre: ritirato
Brno 2019 - Cross country Under-23: 56º
Monte Tamaro 2020 - Cross country Under-23: 42º